# Benazir Bhutto
Benazir Bhutto (urdu: بینظیر بھٹو), född 21 juni 1953 i Karachi, död 27 december 2007 i Rawalpindi, var en pakistansk politiker. Bhutto var Pakistans premiärminister 1988–1990 och 1993–1996 och således den första kvinnliga regeringschefen i ett muslimskt land. Hon avled år 2007 till följd av ett självmordsattentat mot henne.
Benazir Bhutto var dotter till Zulfikar Ali Bhutto och Nusrat Bhutto. Hon hade delvis kurdisk härstamning på mödernet. Hon utbildade sig bland annat vid Oxfords universitet i Storbritannien. 
Bhutto möjliggjorde indirekt att talibanerna fick makten i Afghanistan då Bhutto stödde talibanerna, som hade en fristad i pakistanska koranskolor, mot lokala krigsherrar.

## Familj
Benazir Bhuttos far, tidigare premiärminister Zulfikar Ali Bhutto, avsattes efter en militärkupp 1977 ledd av dåvarande general Muhammad Zia-ul-Haq som åberopade militärt undantagstillstånd men lovade att hålla val inom tre månader. Senare, istället för att hålla löftet om allmänna val, anklagade generalen Bhutto för att ha konspirerat för att mörda fadern till den oliktänkande politikern Ahmed Raza Kasuri. Zulfikar Ali Bhutto ställdes inför krigsrätt och dömdes till döden.
Trots att anklagelserna blev "allmänt betvivlade av allmänheten", och trots vädjan om barmhärtighet från utländska ledare hängdes Zulfikar Ali Bhutto 4 april 1979. Vädjandena avfärdades av tillförordnade president general Zia. Benazir Bhutto och hennes mor hölls i "polisläger" fram till slutet av maj efter avrättningen.
1985 dog Benazir Bhuttos bror Shahnawaz under mystiska omständigheter i Frankrike. Mordet på en annan av hennes bröder, Mir Murtaza, 1996, bidrog till destabilisering av hennes andra mandatperiod som premiärminister.

## Bombdådet i Karachi 2007
Sedan 1999 levde hon i exil i Storbritannien och Förenade arabemiraten, framförallt på grund av ett hotande korruptionsåtal i hemlandet. Under hösten 2007 slöt dock Bhutto en uppgörelse om maktdelning med Pakistans president Pervez Musharraf och hon återvände till hemlandet den 18 oktober 2007. Under triumftåget i Karachi blev hennes kortege utsatt för ett bombattentat och omkring 140 personer omkom. Bhutto undkom oskadd.
Sedan president Musharraf utlyst undantagstillstånd i november 2007 uttalade Bhutto sin opposition och planerade att organisera stora protester mot regeringen. Den 9 november 2007 sattes hon i husarrest, och släpptes den 10 november. Hon ämnade dock alltjämt att genomföra protestmanifestationer.

## Mordet
Benazir Bhutto dödades under en självmordsattack vid ett politiskt möte i Rawalpindi, Pakistan den 27 december 2007. I samband med att hon skulle lämna mötet besköts hennes SUV precis när hon skulle köra ifrån samlingen. Samtidigt utlöste en självmordbombare sin laddning bredvid hennes fordon. Inrikesdepartementets talman Javed Cheema påstod efter mordet att Bhuttos död inte orsakats av skotten mot henne. Istället menar han att hon dog då explosionen fick henne att slå huvudet i biltaket efter att hon försökt ducka från kulorna. Detta påstående är ifrågasatt av Benazir Bhuttos anhängare, men efter familjens önskemål har ingen obduktion utförts och sanningen förblir därför oviss.
Benazir Bhutto begravdes i familjens mausoleum den 28 december, dagen efter mordet enligt muslimsk sedvänja. Hundratusentals personer följde henne till den sista vilan.
Vem som låg bakom självmordsbombningen är ouppklarat, men CIA pekade ut talibanledaren Baitullah Mehsud som skyldig.